# Покойненский сельсовет
Поко́йненский сельсове́т — упразднённое сельское поселение в составе Будённовского района Ставропольского края России.

## География
Находится в центральной части Будённовского района.

## История
С 16 марта 2020 года, в соответствии с Законом Ставропольского края от 31 января 2020 г. № 5-кз, все муниципальные образования Будённовского муниципального района были преобразованы путём их объединения в единое муниципальное образование Будённовский муниципальный округ.

## Население
| 1989  | 2002    | 2010    | 2011    | 2012    | 2013    | 2014  |
| ----- | ------- | ------- | ------- | ------- | ------- | ----- |
| 8194  | ↗10 376 | ↘10 277 | ↘10 273 | ↘10 220 | ↘10 179 | ↘9986 |
| 2015  | 2016    | 2017    | 2018    | 2019    | 2020    |       |
| ↘9839 | ↘9788   | ↘9772   | ↘9725   | ↘9660   | ↘9624   |       |

### Национальный состав
По итогам переписи населения 2010 года проживали следующие национальности (национальности менее 1 %, см. в сноске к строке «Другие»):
| Национальность | Численность | Процент |
| -------------- | ----------- | ------- |
| Русские        | 8894        | 86,54   |
| Армяне         | 286         | 2,78    |
| Даргинцы       | 279         | 2,71    |
| Табасараны     | 169         | 1,64    |
| Цыгане         | 119         | 1,16    |
| Другие         | 530         | 5,16    |
| Итого          | 10 277      | 100,00  |

## Состав поселения
- Катасон (посёлок) — 600[16]
- Левобережный (посёлок) — 400[16]
- Новоалександровское (село) — 78[17]
- Покойное (село, административный центр) — 8584[18]
- Полыновский (посёлок) — 200[16]

## Местное самоуправление
- Совет депутатов сельского поселения Покойненский сельсовет, состоит из 10 депутатов, избираемых на муниципальных выборах по одномандатным избирательным округам сроком на 5 лет.

Главы администрации
- Прохоров Василий Васильевич(c 14 сентября 2014[19] года)
- с 14 сентября 2014 года — Прохоров Василий Васильевич

## Инфраструктура
- Центр культуры, досуга и спорта
- Управление эксплуатации Кумских гидроузлов и Чограйского водохранилища
- Участковая больница села со стационаром на 25 коек, амбулаторией и двумя фельдшерско-акушерскими пунктами в поселках Катасон и Полыновский.
- Торговое и бытовое обслуживание населения осуществляют 59 торговых точек, 3 парикмахерские, 6 предприятий общественного питания.
- Предприятие жилищно-коммунального хозяйства и бытового обслуживания населения «Коммунальник» (сбор и вывоз твердых бытовых отходов, содержание и обслуживание общественного технического водопровода, санитарная очистка территории поселения, оказание бытовых услуг населению)

## Учебные заведения
- Детский сад № 25 «Солнышко»
- Детский сад № 26 «Солнышко»
- Средняя общеобразовательная школа № 1
- Средняя общеобразовательная школа № 8
- Детская музыкальная школа

## Экономика
На территории поселения зарегистрировано сельскохозяйственное предприятие ЗАО «Калининское» и 20 крестьянско-фермерских хозяйств, с общей площадью земель сельскохозяйственного назначения 33613 га. Основное направление сельхозпредприятий — зерноводство. При формировании местного бюджета преобладают налоговые поступления ЗАО «Калининское».

## Религия
Русская православная церковь
- В селе Покойном сохранился единственный на Прикумье православный каменный храм — Михайло-Архангельский, построенный в 1851 году[20]. Является памятником истории и культуры как образец сельского храма XIX века.

Баптизм
- Молитвенный дом

Молокане

## Спорт
- Футбольная команда «Колос». Чемпион Ставропольского края по футболу 2010 года[21]

## Люди, связанные с сельсоветом
- Александр Николаевич Анпилогов — Герой труда Ставрополья[22]

## Памятники
- Памятник воинам, погибшим в годы гражданской и Великой Отечественной войн. 1968 год. Село Покойное[23]
- Могила комиссара партизанского отряда П. Лашина. Село Покойное[24]